# Spyro Adventure
Spyro Adventure (Spyro: Attack of the Rhynocs) est un jeu vidéo de plates-formes, développé par Digital Eclipse Software, sorti sur Game Boy Advance en 2003. Il s'agit du septième épisode de la série de jeux vidéo Spyro the Dragon et du troisième sur console portable. 

## Accueil
- Jeuxvideo.com : 15/20[1]